# Heike Hustede-Nagel
Heike Hustede-Nagel (Osnabrück, 16 gennaio 1946) è un'ex nuotatrice tedesca occidentale.

## Carriera
Fortemente specializzata nella farfalla, all'apice della propria carriera ha raggiunto il terzo gradino del podio alle Olimpiadi di Città del Messico 1968 nella staffetta 4x100m misti.

## Palmarès
- Giochi olimpici estivi

Città del Messico 1968: bronzo nella 4x100m misti.
- Europei

Utrecht 1966: argento nei 100m farfalla.
Barcellona 1970: bronzo nella 4x100m misti.